# Бромопентакарбонилмарганец
Бромопентакарбонилмарганец — неорганическое соединение,
карбонильный комплекс марганца состава Mn(CO)5Br,
жёлто-оранжевые кристаллы.

## Получение
- Реакция декакарбонилдимарганеца и брома:

{\displaystyle {\mathsf {Mn_{2}(CO)_{10}+Br_{2}\ {\xrightarrow {}}\ 2Mn(CO)_{5}Br}}}

## Физические свойства
Бромопентакарбонилмарганец образует жёлто-оранжевые кристаллы, устойчивые на воздухе.
Не растворяется в петролейном эфире,
умеренно растворяется в тетрахлорметане,
растворяется в бензоле, эфире и ацетоне.

## Химические свойства
- Димеризуется при длительном нагревании:

{\displaystyle {\mathsf {2Mn(CO)_{5}Br\ {\xrightarrow {65^{o}C}}\ [Mn(CO)_{4}Br]_{2}+2CO\uparrow }}}